# The Scale Tarn
Der The Scale Tarn ist ein See im Lake District, Cumbria, England.
Der See liegt westlich von Windermere und östlich des Esthwaite Water. Er hat einen unbenannten Zufluss an seiner Nordostseite. Sein unbenannter Abfluss an der Südwestseite mündet in den Wise Een Tarn.